# Maciej Szymanowski
Maciej Szymanowski (ur. 17 stycznia 1966 w Poznaniu) – polski dziennikarz, hungarysta, dyplomata, docent doktor habilitowany. W latach 2018–2024 dyrektor Instytutu Współpracy Polsko-Węgierskiej im. Wacława Felczaka.

## Życiorys
Maciej Szymanowski w latach 1987–1988 z rekomendacji Wacława Felczaka przebywał na stypendium w Budapeszcie. Pod koniec lat 80. działał w Solidarności Polsko-Węgierskiej. W 1991 ukończył hungarystykę na Uniwersytecie Warszawskim. W 2001 uzyskał na Uniwersytecie Jagiellońskim doktorat nauk humanistycznych, dyscyplina historia, na podstawie napisanej pod kierunkiem Andrzeja Chwalby pracy Wartości narodowe w komunistycznej propagandzie Czechosłowacji, Polski i Węgier w prasie lat 1949–1953.
W latach 1992–1999 był redaktorem czeskiego tygodnika “Respekt”. W 2000 rozpoczął pracę w Ministerstwie Spraw Zagranicznych jako ekspert ds. Europy Środkowej. Od 2001 do 2006 był dyrektorem Instytutu Polskiego w Budapeszcie, a od 2006 do 2010 Instytutu Polskiego w Pradze. Następnie pracował w Sekretariacie Ministra. Od lutego 2013 odpowiadał w MSZ za politykę historyczną.
W 2013 zaczął publikować w „Do Rzeczy”. Został także wykładowcą Katolickiego Uniwersytetu Pétera Pázmánya w Budapeszcie. Współpracował także z Radiem Wnet i czeskim czasopismem „Kontexty”. 1 sierpnia 2018 został mianowany dyrektorem Instytutu Współpracy Polsko-Węgierskiej im. Wacława Felczaka. W 2024 zakończył pełnienie tej funkcji. W 2023 wszedł w skład rady fundacji Europa Karpat.
Wszedł w skład komitetu wspierającego kandydaturę Karola Nawrockiego na prezydenta RP w wyborach w 2025.

## Życie prywatne
Jego żona Lucie Szymanowska pochodzi z Czech, jest tłumaczką z węgierskiego, publicystką i warszawską korespondentką MTVA.

## Publikacje książkowe
- Maciej Szymanowski: Wartości narodowe w propagandzie komunistycznej Polski, Czechosłowacji i Węgier w prasie lat 1949–1953. Kraków: Wydawnictwo Księgarnia Akademicka, 2010, s. 238. ISBN 978-83-7188-512-9.
- Maciej Ruczaj, Maciej Szymanowski (eds.): Pravým okem : antologie současného polského politického myšleni. Jan Baron (tłum.). Brno: Centrum pro Studium Demokracie a Kultury, 2010, s. 203. ISBN 978-80-7325-211-3. (cz.).
- Maciej Szymanowski: Nemzeti értékek a csehszlovák, lengyel és magyar kommunista sajtópropagandában, 1949–1953. Pálfalvi Lajos (tłum.). Budapest: Pázmány Péter Katolikus Egyetem, 2017, s. 176. ISBN 978-963-308-274-4. (węg.).
- Maciej Szymanowski: Na východ od Západu, na západ od Východu : středoevropské reflexe 1989–2017. Lucie Szymanowská (tłum.). Brno: B&P Publishing, 2018, s. 265. ISBN 978-80-7485-156-8. (cz.).
- Jan Draus, Maciej Szymanowski: Living torches. Warszawa: Wydawnictwo Sejmowe, 2018, s. 120. ISBN 978-83-7666-588-7. (ang.).
- Jan Draus, Maciej Szymanowski: Before the Berlin wall fell. Hungary, Czechoslovakia and Poland towards the Refugees from the East Germany in 1989. Warszawa: Wydawnictwo Sejmowe, 2019, s. 197. ISBN 978-83-7666-634-1. (ang.).

Tłumaczenia
- František Mikš: Czerwony kogut Picasso : ideologia a utopia w sztuce XX wieku: od czarnego kwadratu Malewicza do gołąbka pokoju Picassa. Maciej Szymanowski (tłum.). Kraków: M Wydawnictwo, 2016, s. 254. ISBN 978-83-8021-078-3.

## Odznaczenia
- Krzyż Kawalerski Orderu Węgierskiego Zasługi (cywilny) – Węgry, 2023[15]
- Krzyż Kawalerski Orderu Odrodzenia Polski za wybitne zasługi w rozwijaniu międzynarodowej współpracy, za osiągnięcia w działalności naukowej i publicystycznej – Polska, 2025[16][17]